# Lujon

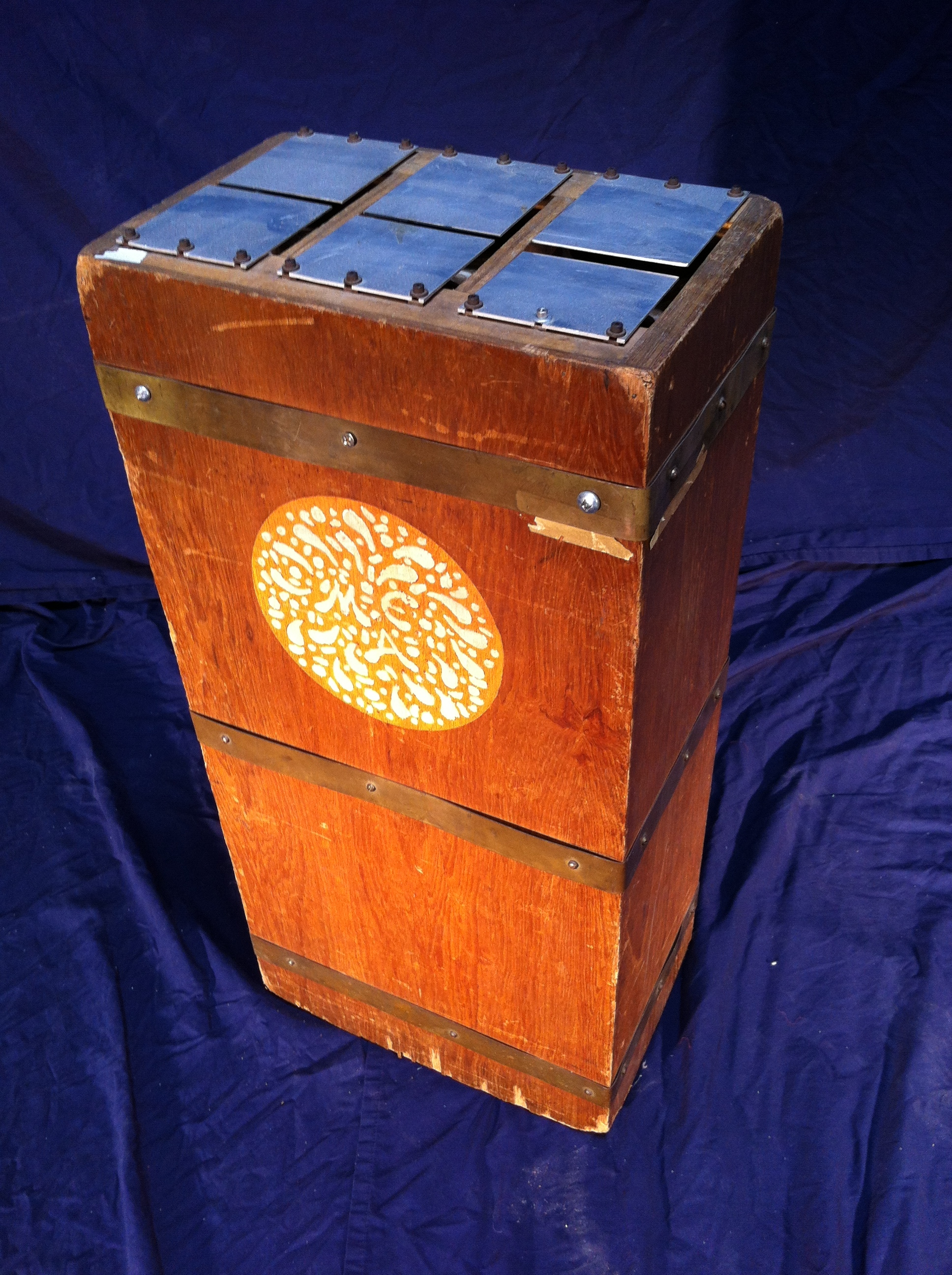
Un lujon, instrument de musique qui a donné son nom à cette pièce musicale.

Lujon (également connu sous le titre Slow Hot Wind) est une pièce musicale de Henry Mancini, éditée dans l'album Mr. Lucky Goes Latin en 1961. Cet album tire son nom de la série télévisée Bonne chance M. Lucky car l'album contient notamment le thème de la série composé par Mancini, mais Lujon n'a, en revanche, pas fait partie de la bande originale de cette série. Toutefois, cette musique a par la suite été utilisée dans plusieurs bandes originales de films.
Le titre fait référence à un instrument à percussion joué par Shelly Manne, dont le nom « lujon (en) » est un calembour sur le nom du pianiste John Lewis du Modern Jazz Quartet, qui en avait commandé la construction.

## Autres utilisations

### Au cinéma
Lujon a ensuite été utilisée pour les bandes originales de plusieurs films :
- 1998 : The Big Lebowski[2]
- 2000 : Sexy Beast[3]
- 2008 : Two Lovers[4]
- 2011 : W.E.[5]

### Samples
Lujon a été samplée par plusieurs artistes :
- Freestyle Fellowship dans Mary, extrait de l'album Innercity Griots (1993)[6]
- Dimitri from Paris dans Souvenir de Paris, extrait de l'album Sacrebleu (1996)[6]
- Massive Töne dans Ohne Ende '95, extrait de l'album Kopfnicker (1996)[6]
- Teddy G dans Captain Dobbey, extrait de l'album Flexible EP (1997)[6]
- Oktober dans Four Korners, extrait de l'album Project:Building (2004)[6]
- Hooverphonic dans No More Sweet Music, extrait de l'album éponyme (2005)[6]
- Natalie Williams dans Psychadelic Love, extrait de l'album Secret Garden (2006)[6]
- Opio and Unjust dans Aggression, extrait de l'album Mark It Zero (2010)[6]
- Luk & Fil dans Mein Liebster Feind, extrait de l'album All That Glitter Ain't Soul (2012)[6]
- Fat Joe dans Madison Squares, extrait de l'album Darkside III (2013)[réf. nécessaire]
- Termanology dans I'm Good, extrait de l'album Shut Up and Rap (2014)[6]
- Disiz dans King of Cool produit par DJ Bellek, extrait de l'album Transe-Lucide (2014)[7]
- Loveni dans Prêt à vivre[8]